# エドゥアルド・ブロッホ
エドゥアルド・ブロッホ（Eduard Bloch, 1872年1月30日  –  1945年6月1日）は、オーストリアのユダヤ系医師。主にリンツ市で活動した。
ナチス・ドイツ総統アドルフ・ヒトラーの母親、クララを治療したことで知られる。クララは乳癌を患っており、治療の甲斐なく1907年に死亡してしまった。しかしヒトラーは最後まで親身に医師としての職責を全うしたブロッホに感謝し、この恩義を後年まで忘れることはなかった。ヒトラーは彼をEdeljude（高貴なユダヤ人）と呼んだと言われる。ブロッホはユダヤ人であったが、それにもかかわらず1938年のアンシュルス後もゲシュタポの保護下に置かれ、1940年にはアメリカへの亡命を許可されている。
2008年にオーストリアの歴史家、ブリギッテ・ハーマンがブロッホに関する伝記を出版した。書名は『ヒトラーの高貴なユダヤ人』。